# Quell'altra (singolo)
Quell'altra è un singolo della cantante italiana Alexia, pubblicato nel 2017 proveniente dall'omonimo album Quell'altra.
Il testo e la musica sono stati composti dalla stessa interprete, in collaborazione con Mario Lavezzi.